# Centurion C-RAM

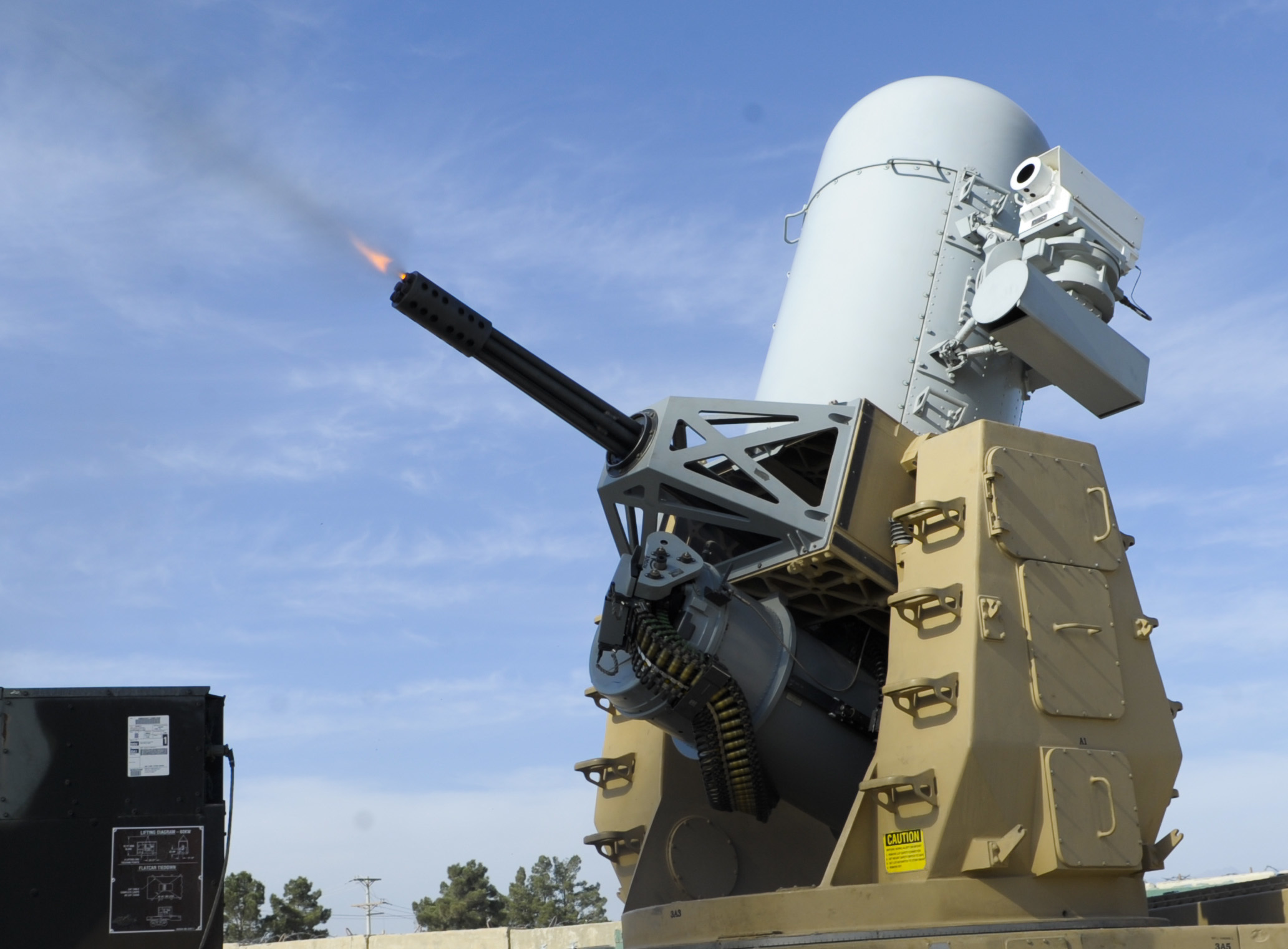
Phalanx C-RAM.

El Land Phalanx Weapon System (LPWS), a menudo llamado C-RAM o Centurion C-RAM, es un sistema de artillería de defensa aérea estadounidense. El sistema fue desarrollado en 2004, durante y después de que la guerra de Irak identificara una debilidad en la artillería antiproyectiles terrestre. El sistema es producido por Northrop Grumman, Raytheon y Oshkosh Corporation.

## Descripción
El Phalanx fue desarrollado y producido por Northrop Grumman, Raytheon y Oshkosh Corporation durante Operación Libertad Duradera para proporcionar defensa contra cohetes y proyectiles de artillería/mortero, cumpliendo la función de contracohetes, artillería y mortero . El sistema fue desarrollado a partir de la Phalanx CIWS de la Armada cuando el Ejército solicitó utilizar el sistema ya producido para defenderse contra el fuego indirecto después de un aumento en los ataques de mortero. El sistema fue probado por primera vez por Raytheon en noviembre de 2004 y entró en servicio completo con el Ejército en 2005 como parte del sistema de defensa aérea del área avanzada. La estrategia del Ejército era evitar que el fuego indirecto impactara a fuerzas o activos amigos, rastreando y advirtiendo a las unidades amigas, o destruyendo la munición.

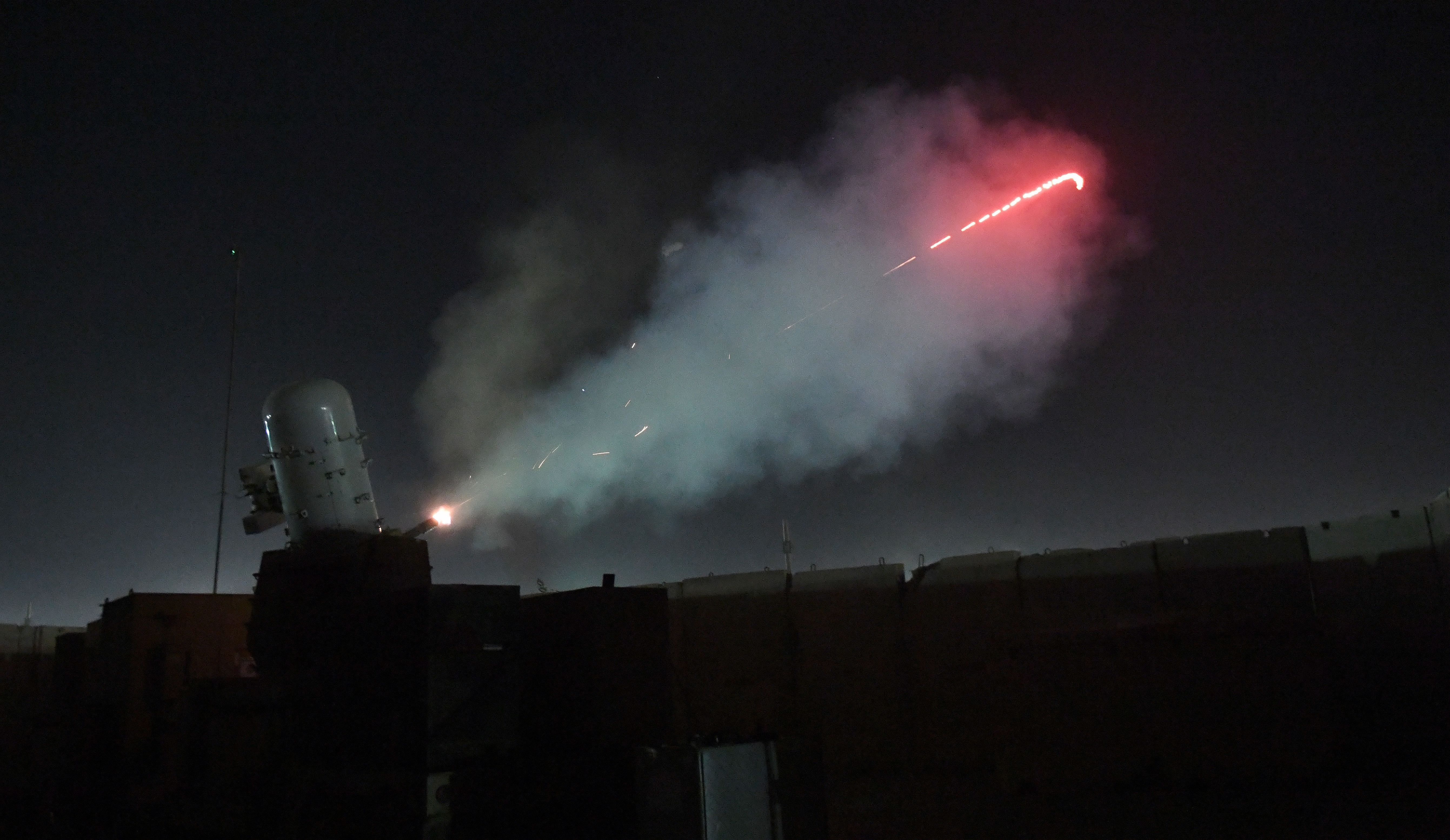
Los trazadores de la munición.

El Phalanx utiliza el proyectil M-940 MPT-SD de 20 milímetros diseñado por General Dynamics para la defensa aérea. La bala está diseñada para autodestruirse a 2300 metros del lanzamiento, para evitar víctimas en tierra. También contiene un trazador. El Centurion tiene un radar de barrido electrónico activo de banda Ku (AN/TPQ-36) producido por Raytheon para rastrear objetivos más pequeños en el aire. El Phalanx se puede montar en un HEMTT construido por Oshkosh con un generador y un sistema de refrigeración integrados. El sistema fue diseñado para ser completamente móvil y aumentar la flexibilidad del sistema inherentemente estacionario. Se necesitaba la alta disponibilidad de energía del vehículo para soportarlo. La variante móvil es funcionalmente igual que la variante estacionaria. La variante móvil es autónoma para un fácil despliegue y movimiento.
El sistema se desplegó en Afganistán en bases estadounidenses y aliadas que eran demasiado pequeñas para desplegar otros sistemas de manera rentable. El sistema tiene sensores e imágenes para que sea totalmente autónomo. El Centurion derribó el 70% del fuego indirecto en Afganistán, defendiendo un área de aproximadamente 1,2 kilómetros (0,7 mi) alrededor de las bases también.
El concepto de un sistema Centurion basado en láser ha sido sugerido por empresas como Raytheon, por su capacidad de cubrir un área más grande. Aunque en el pasado se han abandonado proyectos y el consumo de electricidad ha sido siempre demasiado elevado para entornos de combate. Los láseres se han propuesto como un sistema C-RAM que tiene un menor impacto en el suelo, ya que generan pocos escombros. También se propone el sistema láser para reducir el coste de la interceptación.

### Especificaciones (versión móvil)
- Arma: M61A1[2]
- Munición: M-940 20 mm MPT-SD[2]
- Alcance: 2000 metros (6561,7 pies)[2]
- Velocidad de disparo: 4500 disparos por minuto
- Peso: 53 000 libras (24 040,4 kg)[10]
- Dimensiones: (Remolque y camión con unidad adjunta)

Longitud: 19,81 m; Ancho: 3,65m; Altura: 4,26 m
- Radar: banda Ku (AN/TPQ-36)[10]
- Costo: $10 millones[11]

## Operadores
| Nombre del operador       | Nombre del operador            | Año de adquisición |
| ------------------------- | ------------------------------ | ------------------ |
| Bandera de Estados Unidos | Ejército de los Estados Unidos | 2004               |
| Bandera del Reino Unido   | Fuerzas Armadas británicas     | 2007               |
| Bandera de Israel         | Fuerzas de Defensa de Israel   | 2009               |
| Bandera de Australia      | Fuerza de Defensa Australiana  | 2016               |

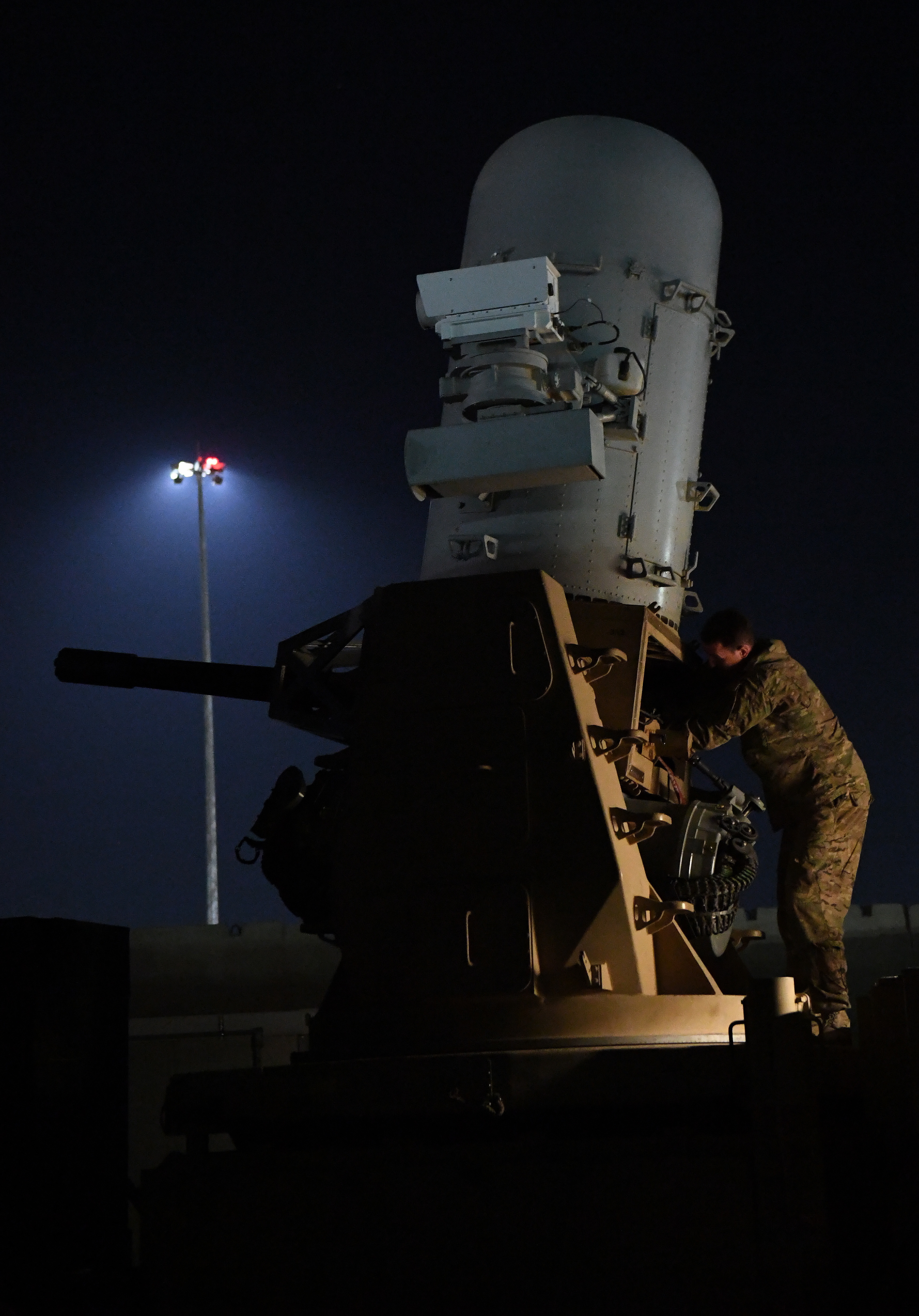
Un soldado del ejército estadounidense realizando tareas de mantenimiento en una Phalanx en Afganistán.

Inicialmente, los sistemas C-RAM fueron distribuidos a los aliados de Estados Unidos para su uso para neutralizar ataques de mortero insurgentes en la Guerra de Irak, siendo este un tipo de ataque común. El sistema fue operado por varios países de la Zona Verde para defenderse de ataques a embajadas en la zona. El sistema ha sido impulsado como una idea para contrarrestar los misiles y drones iraníes, especialmente en los estados del Golfo y en Ucrania desde la invasión rusa en 2022. En 2008, el ejército de los Estados Unidos había recibido 22 sistemas, lo que provocó que la Armada experimentara algunos retrasos.